# Lorenz III. von Freiberg
Lorenz Edler von Freiberg (* vor 1459; † 15. August 1487) war als Lorenz III. Bischof von Gurk.

## Leben
Lorenz von Freiberg entstammte einem alten Kärntner Adelsgeschlecht, welches zu Drasenberg bei Meiselding beheimatet war. Im Jahr 1459 wurde Lorenz von Freiberg zum Propst von Gurk gewählt. In diesem Amt hatte er sich hochverdient gemacht. Als die Pfarre Neukirchen in der Südsteiermark mit päpstlicher Autorität dem Kollegiatkapitel St. Nikolai zu Straßburg inkorporiert wurde, führte Propst Lorenz die Übergabe durch.
Im Jahr 1472 wurde er durch Kaiser Friedrich III. zum Bischof von Gurk ernannt, der Salzburger Erzbischof Bernhard ernannte jedoch seinen Neffen Sixtus von Tannberg, der vom Papst auch die Bestätigung erhielt. Unter Androhung der Exkommunikation wurden beide Kandidaten nach Augsburg geladen und der Streit wurde durch den Patriarchen von Aquileja, Kardinal Markus, der Nuntius für Deutschland war, geschlichtet und für Sixtus von Tannberg entschieden. Nachdem dieser jedoch zwei Jahre später zugunsten des Bischofsstuhls in Freising auf jenen von Gurk verzichtete, war der Weg frei für Lorenz von Freiberg.
Am 12. März 1474 erhielt er von Papst Sixtus IV. die Erlaubnis, sich von einem beliebigen Bischof zum Bischof weihen zu lassen. Jedoch erst am 4. Oktober 1478 wurde er im Dom zu Gurk geweiht, nachdem er 1474 bereits durch den Papst von den vom kanonischen Recht vorgesehenen Strafen dispensiert werden musste. Warum er seine Bischofsweihe so lange hinauszögerte, ist nicht überliefert. Es sollte 352 Jahre dauern, bis im Jahr 1824 mit Jakob Peregrin Paulitsch wieder ein gebürtiger Kärntner den Bischofsstuhl von Gurk bestieg. Als Bischof trug er die Ordnungszahl Lorenz III., obwohl Lorenz II. von Lichtenberg als Gegenbischof gilt.
Der Bischof führte seine Diözese mit starker Hand; seine Regierungszeit war geprägt von Türkeneinfällen in Kärnten und der Besetzung von Friesach und Althofen durch die Ungarn.
Bischof Lorenz starb im Jahr 1487. Er wurde im Gurker Dom bestattet und ist der letzte Gurker Bischof, der in seiner Gurker Kathedrale seine letzte Ruhe fand.